# Ultraviolet
UltraViolet (Tạm dịch: Violet siêu đẳng) là bộ phim hành động/viễn tưởng của Mỹ công chiếu năm 2006, do Kurt Wimmer viết kịch bản và đạo diễn, Screen Gems sản xuất, với diễn xuất của Milla Jovovich, Cameron Bright và Nick Chinlund. Yvonne Navarro đã chuyển thể nội dung phim thành tiểu thuyết cùng tên, với nhiều chi tiết hơn về các nhân vật.

## Nội dung
Nhân vật chính trong phim là Violet Song jat Shariff (Milla Jovovich) - 1 người phụ nữ sống trong năm 2076 bị nhiễm bệnh Xuất Huyết, một căn bệnh không có thuốc chữa. Những ai như cô đều bị người đời xa lánh, cách ly, thậm chí có 1 trung tâm chuyên đưa dân Xuất Huyết vào và "không bao giờ thấy họ trở ra nữa". Bệnh Xuất Huyết rất dễ lây, chỉ 1 giọt máu nhỏ cũng hại người, nó sẽ làm người bình thường trở thành một loại giống ma cà rồng: nhanh nhẹn và thông minh tuyệt đỉnh nhưng máu bị độc, ai mắc bệnh cũng luôn phải truyền máu. Violet từng là người bình thường nhưng cuộc sống oái oăm đã làm cô bị lây bệnh Xuất Huyết từ chồng, đứa con trong bụng cũng không thoát. Người chồng bị Trung tâm bắn chết, Violet bị ép phá thai, từ đó mọi chuyện đổi khác. Cô trốn thoát và gia nhập hội chống Trung tâm, họ được trang bị những vũ khí cực kì hiện đại, thần kì từ quần áo, đầu tóc đến vũ khí, xe cộ. Những "chiến binh Xuất Huyết" này ngày ngày chống đối sự hủy diệt của Trung tâm; một lần, Violet được giao nhiệm vụ lấy trộm 1 vật của Trung tâm, cô hoàn thành rất xuất sắc nhưng khi đến nơi, cô phát hiện đó là 1 hài nhi, và nó là vũ khí có thể làm dân Xuất Huyết tuyệt chủng. Từng là mẹ, Violet quá sốc và nhất quyết không cho người ta thủ tiêu đưa bé đó nhưng không được chấp thuận; tức giận vì mọi việc đã đi quá xa, Violet bỏ đi và dắt theo Six (Cameron Bright), - sản phẩm nhân bản vô tính thứ Sáu của Hội. Cô biết máu của thằng bé này sẽ cứu được cô. Ban đầu, Violet dự định sẽ lấy máu của Six, nếu bị Trung tâm (hoặc Hội) tóm thì sẽ khử thằng bé ngay nhưng dần dần Violet lại trở nên dịu dàng và yêu quý Six. Hai cô cháu bắt đầu tâm sự với nhau về những vùng đất hứa, về sự sống và cái chết,... Bỗng một ngày, Garth (William Fichtner)- nhà nghiên cứu (cũng bị Xuất Huyết) - cũng là bạn tốt của Violet cho cô biết: Six không thể làm họ khỏi bệnh, sự thật là nó bị nhiễm phóng xạ và đang bị Trung tâm tính loại bỏ.
Trong phim có 1 đoạn hội thoại ngắn bằng Tiếng Việt. 

## Diễn viên
| Diễn viên         | Nhân vật                   |
| ----------------- | -------------------------- |
| Milla Jovovich    | Violet Song jat Shariff    |
| Cameron Bright    | Six                        |
| Nick Chinlund     | Daxus                      |
| William Fichtner  | Garth                      |
| Sebastien Andrieu | Nerva                      |
| Ida Martin        | Young Violet               |
| Ricardo Mamood    | Violet's Husband (Shariff) |
| Jennifer Caputo   | Elizabeth P. Watkins       |
| Duc Luu           | Kar Waia                   |
| Ryan Martin       | Detective Breeder          |
| Digger Mesch      | Detective Endera           |